# بثالتو (إلينوي)
بثالتو (بالإنجليزية: Bethalto)‏ هي بلدة تقع في الولايات المتحدة في إلينوي. يقدر عدد سكانها بـ 9,521 نسمة .

## التركيبة السكانية
حدّد مكتب تعداد الولايات المتحدة بيانات التركيبة السكانية لبثالتو في تعداد الولايات المتحدة. في ما يلي، التركيبة السكانية حسب تعدادي 2000 و2010.

### تعداد عام 2000
بلغ عدد سكان بثالتو 9,454 نسمة بحسب تعداد عام 2000، وبلغ عدد الأسر 3,810 أسرة وعدد العائلات 2,647 عائلة مقيمة في القرية. في حين سجلت الكثافة السكانية 479.2 نسمة لكل كيلومتر مربع (1,241.1/ميل2). وبلغ عدد الوحدات السكنية 4,007 وحدة بمتوسط كثافة قدره 203.1 لكل كيلومتر مربع (526.0/ميل2).
وتوزع التركيب العرقي للقرية بنسبة 97.84% من البيض و0.76% من الأمريكيين الأفارقة و0.22% من الأمريكيين الأصليين و0.40% من الأمريكيين ذوي الأصول الآسيوية و0.33% من الأعراق الأخرى و0.44% من عرقين مختلطين أو أكثر و1% من الهسبانيون أو اللاتينيون من أي عرق.
بلغ عدد الأسر 3,810 أسرة كانت نسبة 36.5% منها لديها أطفال تحت سن الثامنة عشر تعيش معهم، وبلغت نسبة الأزواج القاطنين مع بعضهم البعض 54.2% من أصل المجموع الكلي للأسر، ونسبة 11.7% من الأسر كان لديها معيلات من الإناث دون وجود شريك،  بينما كانت نسبة 3.5% من الأسر لديها معيلون من الذكور دون وجود شريكة وكانت نسبة 30.5% من غير العائلات. تألفت نسبة 26.8% من أصل جميع الأسر من عدة أفراد يعيشون في نفس المنزل ونسبة 12.5% كانت تتألف من شخص يعيش بمفرده يبلغ من العمر 65 عاماً أو أكثر. وبلغ متوسط حجم الأسرة المعيشية 2.46، أما متوسط حجم العائلات فبلغ 2.98.
بلغ العمر الوسطي للسكان 36.9 عاماً. وكانت نسبة 25.7% من القاطنين تحت سن الثامنة عشر، وكانت نسبة 8.5% بين الثامنة عشر والرابعة والعشرين عاماً، ونسبة 28.7% كانت واقعةً في الفئة العمرية ما بين الخامسة والعشرين والرابعة والأربعين عاماً، ونسبة 22.9% كانت ما بين الخامسة والأربعين والرابعة والستين، ونسبة 13.1% كانت ضمن فئة الخامسة والستين عاماً فما فوق. يوجد لكل 100 أنثى 92.7 ذكر، ويوجد لكل 100 أنثى في الثامنة عشر من عمرها فما فوق 86.7 ذكر.
بلغ متوسط دخل الأسرة في القرية 30,775 دولارًا، أما متوسط دخل العائلة فبلغ 47,218 دولارًا. وكان متوسط دخل الذكور 37,500 دولارًا مقابل 21,201 دولارًا للإناث. وسجل دخل الفرد الخاص بالقرية 16,656 دولارًا. وكانت نسبة 10.4% من العائلات ونسبة 14.2% من السكان تحت خط الفقر، وكان من هؤلاء نسبة 19.3% تحت سن الثامنة عشر ونسبة 5.5% في الخامسة والستين من العمر وما فوق.

### تعداد عام 2010
بلغ عدد سكان بثالتو 9,521 نسمة بحسب تعداد عام 2010، وبلغ عدد الأسر 3,983 أسرة وعدد العائلات 2,656 عائلة مقيمة في القرية. في حين سجلت الكثافة السكانية 482.6 نسمة لكل كيلومتر مربع (1,249.9/ميل2). وبلغ عدد الوحدات السكنية 4,289 وحدة بمتوسط كثافة قدره 217.4 لكل كيلومتر مربع (563.1/ميل2).
وتوزع التركيب العرقي للقرية بنسبة 96.77% من البيض و0.84% من الأمريكيين الأفارقة و0.15% من الأمريكيين الأصليين و0.54% من الأمريكيين ذوي الأصول الآسيوية و0.04% من سكان جزر المحيط الهادئ و0.67% من الأعراق الأخرى و1% من عرقين مختلطين أو أكثر و1.90% من الهسبانيون أو اللاتينيون من أي عرق.
بلغ عدد الأسر 3,983 أسرة كانت نسبة 30.3% منها لديها أطفال تحت سن الثامنة عشر تعيش معهم، وبلغت نسبة الأزواج القاطنين مع بعضهم البعض 50.2% من أصل المجموع الكلي للأسر، ونسبة 11.6% من الأسر كان لديها معيلات من الإناث دون وجود شريك،  بينما كانت نسبة 4.9% من الأسر لديها معيلون من الذكور دون وجود شريكة وكانت نسبة 33.3% من غير العائلات. تألفت نسبة 28.5% من أصل جميع الأسر من عدة أفراد يعيشون في نفس المنزل ونسبة 12.6% كانت تتألف من شخص يعيش بمفرده يبلغ من العمر 65 عاماً أو أكثر. وبلغ متوسط حجم الأسرة المعيشية 2.37، أما متوسط حجم العائلات فبلغ 2.89.
بلغ العمر الوسطي للسكان 40.3 عاماً. وكانت نسبة 22.1% من القاطنين تحت سن الثامنة عشر، وكانت نسبة 8.5% بين الثامنة عشر والرابعة والعشرين عاماً، ونسبة 25.3% كانت واقعةً في الفئة العمرية ما بين الخامسة والعشرين والرابعة والأربعين عاماً، ونسبة 27.3% كانت ما بين الخامسة والأربعين والرابعة والستين، ونسبة 16.9% كانت ضمن فئة الخامسة والستين عاماً فما فوق. وتوزع التركيب الجنسي للسكان بنسبة 48.1% ذكور و51.9% إناث.